# ポール・ウィリアムス (ボクサー)
ポール・ウィリアムス（Paul Williams、1981年7月27日 - ）は、アメリカ合衆国の男性プロボクサー。サウスカロライナ州エイケン出身。元WBO世界ウェルター級王者。元WBO世界スーパーウェルター級暫定王者。世界2階級制覇王者。「The Punisher（懲罰者）」の異名を持つ。

## 来歴
アマチュアでしばらく戦った後の2000年7月21日に19歳でプロデビュー。デビュー戦は判定での勝利だったが、その後は早いラウンドでのKO勝利を積み上げていく。
2006年4月12日、セルジオ・リオス（メキシコ）を2回KO勝利で下しUSNBCウェルター級王座を獲得。同年5月27日、当時25戦全勝（25KO）のアルゼンチンのホープ、ワルテル・マティセーと全勝同士で空位のNABO北米ウェルター級のタイトルを争い、激しい打ち合いの末、10回TKO勝ちでタイトルを獲得した。8月19日の初防衛戦では元世界チャンピオンのシャンバ・ミッチェル（アメリカ）を4回KOで倒してUSNBCウェルター級王座&NABO北米ウェルター級王座の初防衛に成功する。この試合でウィリアムスはその人気とともにその実力を大いに全国のボクシングファンにアピールした。
32戦全勝のまま2007年7月14日にWBO世界ウェルター級王者アントニオ・マルガリート（メキシコ）に挑戦する。マルガリートはすでに7度の防衛を数え、強豪ひしめくこの階級の中でも最強のボクサーの一人に挙げられる選手であった。ウィリアムスはマルガリートに対し臆することなく立ち向かい、12回3-0判定で勝利してタイトル奪取に成功した。しかし、この判定を巡ってはマルガリートのほうがよりダメージを与えるパンチをヒットさせたとして論争が起こっている。マルガリート自身「この試合は自分の勝利だった」と発言し、判定に異議を唱えている。
2008年2月9日、カルロス・キンタナ（プエルトリコ）に判定負け、WBO王座を失った。キャリア34戦目での初黒星となった。
2008年6月7日、キンタナとダイレクトリマッチで対戦し、初回TKO勝ちでWBO王座を奪回した。
2008年11月29日、WBO世界スーパーウェルター級暫定王座決定戦でバーノ・フィリップス（アメリカ）と対戦し、8回TKO勝ちを収め暫定王座を獲得した。その後、同王座は1度も防衛戦を行うことなく返上した。
2009年4月11日、ロナルド・ライト（アメリカ）とミドル級契約で対戦し、大差の判定勝ちを収めた。
2009年12月5日、ニュージャージー州の ボードウォーク・ホール・ダンスホールでセルヒオ・マルチネス（アルゼンチン）と対戦し、2-0の判定勝ちを収めた。
2010年5月8日、カーミット・シントロンと対戦。4ラウンドに両者がクリンチで揉みあった際にシントロンがロープの間をすり抜けリング下へ転落し、リングサイドのテーブルに激突した。リングドクターが試合続行不可能と判断し試合を止めたため負傷判定となりウィリアムスが2-1で4回負傷判定勝利を収めた。試合後シントロンはリング下に転落した際に、ルール通りに5分間の休憩時間が与えられなかったとして試合結果をノーコーンテストに変更するよう提訴した。
2010年11月20日、WBC世界ミドル級タイトルマッチをミドル級の規定体重を3ポンド下回る157ポンドのキャッチウェイトでセルヒオ・マルチネスと再戦し、2回KO負けで王座獲得はならなかった。
2011年7月9日、ニュージャージー州の ボードウォーク・ホール・ダンスホールでエリスランディ・ララと対戦。ララが終始試合をコントロールしていたが、2-0（114-114、116-114、115-114）でウィリアムス12回判定勝利となった。しかし、この判定結果は大きな物議をかもし、試合が行われたニュージャージー州のアスレチックコミッションは3人のジャッジに無期限の資格剥奪処分を下したが、それでも試合結果は変更されなかった。
2012年2月18日、石田順裕と対戦し、ジャッジ3者共にフルマークの12回大差判定勝ちを収めた。
2012年9月15日、WBC世界スーパーウェルター級王者サウル・アルバレス（メキシコ）への挑戦が決定していた。しかし、5月27日に兄弟の結婚式へ向かうためオートバイ（スズキ・GSX1300Rハヤブサ）に乗車し時速120キロ以上で走行中に車との接触を避けようとして転倒、脊髄損傷の重症を負い下半身不随となった。担当医師によるとボクシングはおろか、日常生活でも今後立つことは不可能と診断された。これにより、事実上の引退となった。
2016年3月、車椅子姿のためミットを持てないなどの制限は多いが、トレーナーとして活動を開始した。

## 獲得タイトル
- 初代USNBCウェルター級王座（WBC傘下のタイトル）（防衛1=返上）
- 第12代NABO北米ウェルター級王座（防衛1=返上）
- 第10代WBO世界ウェルター級王座（防衛0）
- 第12代WBO世界ウェルター級王座（防衛0=返上）
- WBO世界スーパーウェルター級暫定王座（防衛0=返上）